# El Meridiano
El Meridiano es un diario impreso en Montería, Córdoba (Colombia). Su propietario es el Grupo de Comunicaciones. Cubre los departamentos de Córdoba, Sucre, sur de Bolívar, Bajo Cauca y Urabá antioqueño.

## Historia
El diario fue fundado el 13 de marzo de 1995 en Montería Colombia. 
William Enrique Salleg Taboada, un ganadero y empresario cordobés, había decidido dejar la cotidianidad de atender sus negocios agropecuarios y participó, junto a su padre, William Salleg Sofán, en la fundación de la Clínica Montería, un reto no menor porque el sistema de salud en Córdoba era deficiente y no había un número de clínicas privadas que ayudaran a la atención óptima de pacientes.
Pero desde ahí, al observar que no existía un doliente para tantas cosas que pasaban y que podían conseguirse, William Enrique Salleg Taboada decidió emprender una nueva aventura: crear un periódico diario para Córdoba, que le permitiera a la gente visibilizar sus problemas y resaltar las cosas buenas que se hacían.
Convenció a su familia que eso era lo que se necesitaba para lograr un verdadero cambio. Con su estilo frentero y sin mirar hacia atrás o para los lados, Salleg Taboada emprendió esa nueva cruzada y su capacidad de visionar lo que muchos no veían. Eso hizo que William Enrique comenzara a hacer contactos con gente que tenía medios de comunicación y con personas que trabajaban en el medio periodístico.
El empresario no quería que su periódico fuera visto como un diario de ‘garaje’ y por ello se aventuró a construir una gran sede que albergaría a los empleados del periódico, que inicialmente tendría sede en Montería, pero que también debía, en poco tiempo, tener una en Sincelejo (1996). 

## Nuevo milenio
Cuando a mediados del 2000 comenzó a entrar en furor la era digital y muchos medios empezaron a hablar de crisis, a la familia Salleg Taboada esto se le convirtió en una nueva oportunidad y fue así como William Antonio Salleg Taboada creó el primer diario popular en Córdoba y Sucre: El Propio, con puntos de vista distintos de las noticias cotidianas, mostrando lo que antes no parecía importante y llegando mucho más al alma de la gente. Luego, El Propio también llegó a Magangué, la ciudad de los ríos, epicentro de más de 10 municipios de Sucre, Bolívar y Magdalena. El Meridiano siguió cabalgando de la mano con el desarrollo de los dos departamentos.
En 2015 el diario fue adquirido bajo la administración del Grupo de Comunicaciones un conglomerado presidido por William Antonio Salleg Taboada. Fue expandido el diario a las subregiones del sur de Bolívar, Bajo Cauca y Urabá de Antioquia llevando la información oportuna, veraz e imparcial.

## Era digital
En lo transcurrido de esta década, El Meridiano ha tenido un crecimiento exponencial en sus redes sociales, con más de 322 mil seguidores en Facebook, 83 mil en Instagram y 90 mil en X.
El Meridiano dejó de ser un periódico para convertirse en una multiplaforma, en la que busca satisfacer la necesidad de estar informado de las distintas audiencias.